# Ernest Cormier
Ernest Cormier OC (n. 5 decembrie 1885 - d. 1 ianuarie 1980) a fost un inginer și arhitect din provincia canadiană Quebec, a cărui carieră, desfășurată în special în Montreal, a cuprins numeroase realizări concrete, exemple notabile de clădiri și structuri construite în stilul Art Deco și în stilul internațional.  Cormier a studiat mai întâi ingineria la École Polytechnique din Montreal și apoi a studiat École des Beaux-Arts din Paris, unde a devenit laureatul prestigiosului Prix de Rome în 1914. 

## Université de Montréal
Opera sa considerată majoră este clădirea centrală a Universității din Montreal, situată pe panta nordică a Mount Royal.  Acestă enormă și superbă clădire este un exemplu tipic de stil Art Deco, fiind construită între primul război mondial și jumătatea celui de-al doilea război mondial și fiind menținută de-a lungul a numeroase decade într-o condiție impecabilă.  Singura modificare majoră a designului original a lui Cormier s-a produs în interior în anii 1970, când imensul hol al bibliotecii a fost micșorat și compartimentat prin adăugarea a numeroase încăperi realizate pentru personalul facultății de medicină și biblioteca acesteia. 

## Université Laval
Un alt exemplu de clădire ilustrând opera lui Cormier poate fi găsit pe teritoriul unei alte universități din provincia Québec, pavilionul Casault al Universității Laval, cunoscută în mod familiar ca Louis-Jacques. 
Proiectată în 1948, dar terminată în 1960, este o clădire masivă, aidoma unei catedrale, concepută inițial pentru a fi Québec City's Grand Séminaire.  Poziționarea clădirii, precum și designul său specific o fac să fie un important punct de atracție privită de la o anumită distanță (vedeți o imagine la  Arhivat în 16 mai 2006, la Wayback Machine.). 

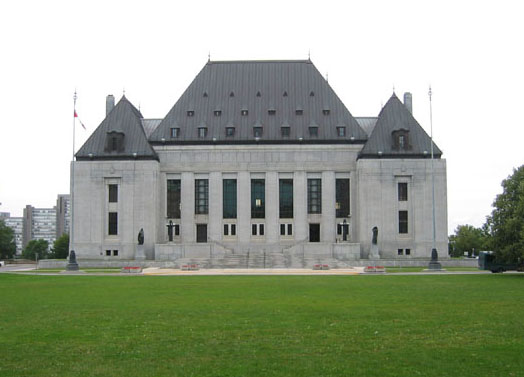
Curtea Supremă de Justiţie a Canadei, arhitect Ernest Cormier

În ciuda unei scheme de renovare total nefericite, din anii 1970, în urma căreia capela a fost "masacrată", atât în interior cât și în exterior, clădirea a devenit una dintre cele mai recunoscute embleme a celei de-a doua universități ca vechime din America de Nord, găzduind azi facultățile de muzică și comunicații, precum și Arhivele Naționale ale Provinciei Québec. 

## Alte clădiri

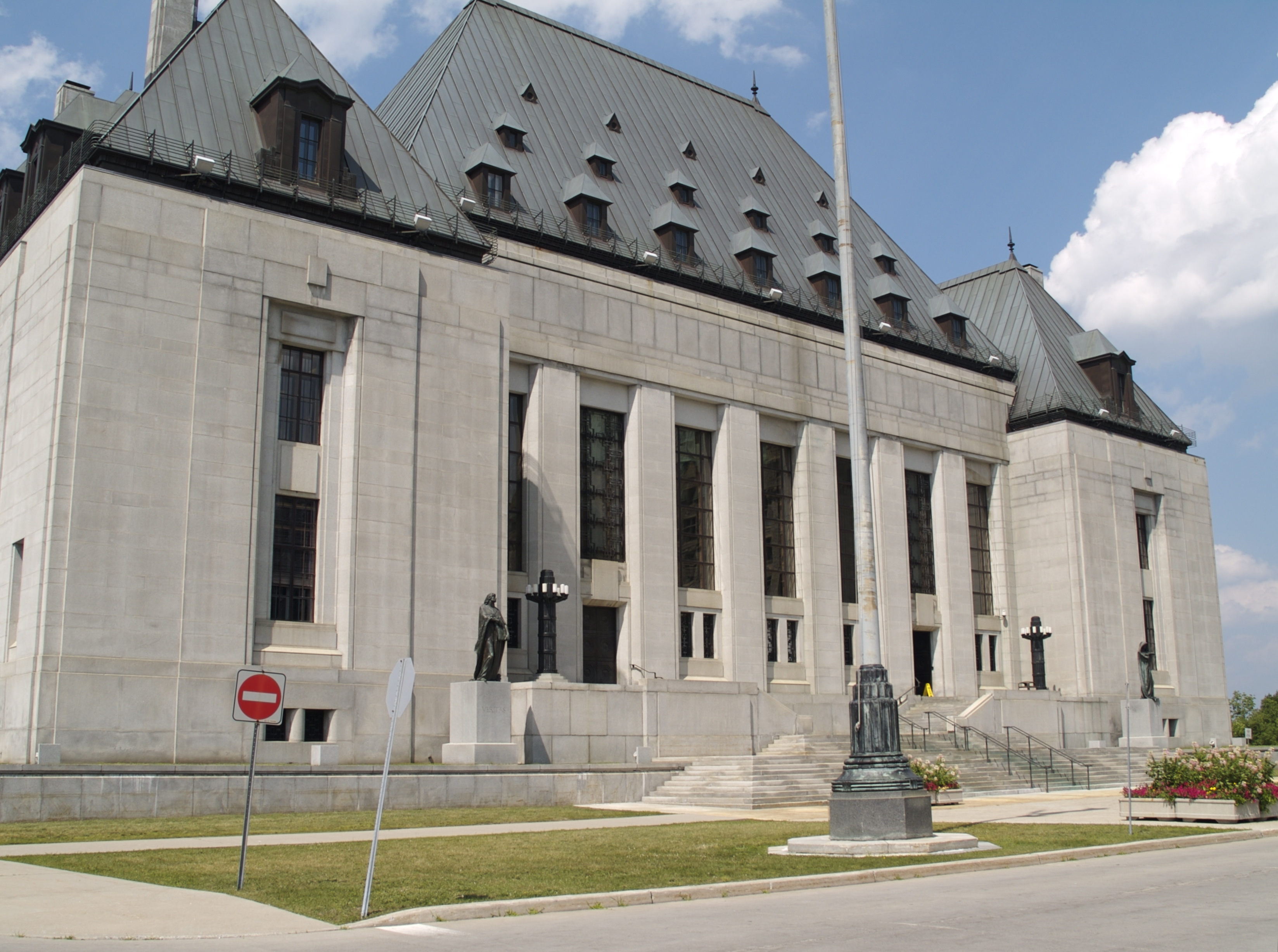

Casa personală a lui Cormier, care se găsește în Montreal, pe Avenue des Pins, este unul dintre cele mai frumoase exemple de clădiri construite în stilul Art Deco din lume.  Fostul prim-ministru al Canadei, Pierre Trudeau, a cumpărat casa Cormier și a locuit acolo de la terminarea mandatului său până la moartea sa survenită în 2000. 
Magnifica, impunătoarea și inconfundabila clădire a Curții Supreme de Justiție a Canadei, situată în Ottawa, este una din clădirile care l-au făcut faimos pe Cormier și au propagat stilul Art Deco în timp și spațiu. 
Ernest Cormier a fost unul din arhitecții și designerii consultanți ai clădirii Națiunilor Unite din New York. 
În afara faptului că Ernest Cormier a fost un excelent inginer constructor și arhitect, arătând în toate clădirile sale un echilibru fericit între inginerie și arhitectură, el a excelat ca pictor și ilustrator.  Cormier a lăsat multe reprezentări ale lucrărilor sale, executate în diferite stagii ale proiectelor sale realizate. 
În 1974, Ernest Cormier a fost decorat cu Ordinul Canadei de către Guvernatorul General al Canadei al timpului respectiv, Jules Léger, primind numeroase alte premii și distincții de onoare. 

## Galerie de imagini

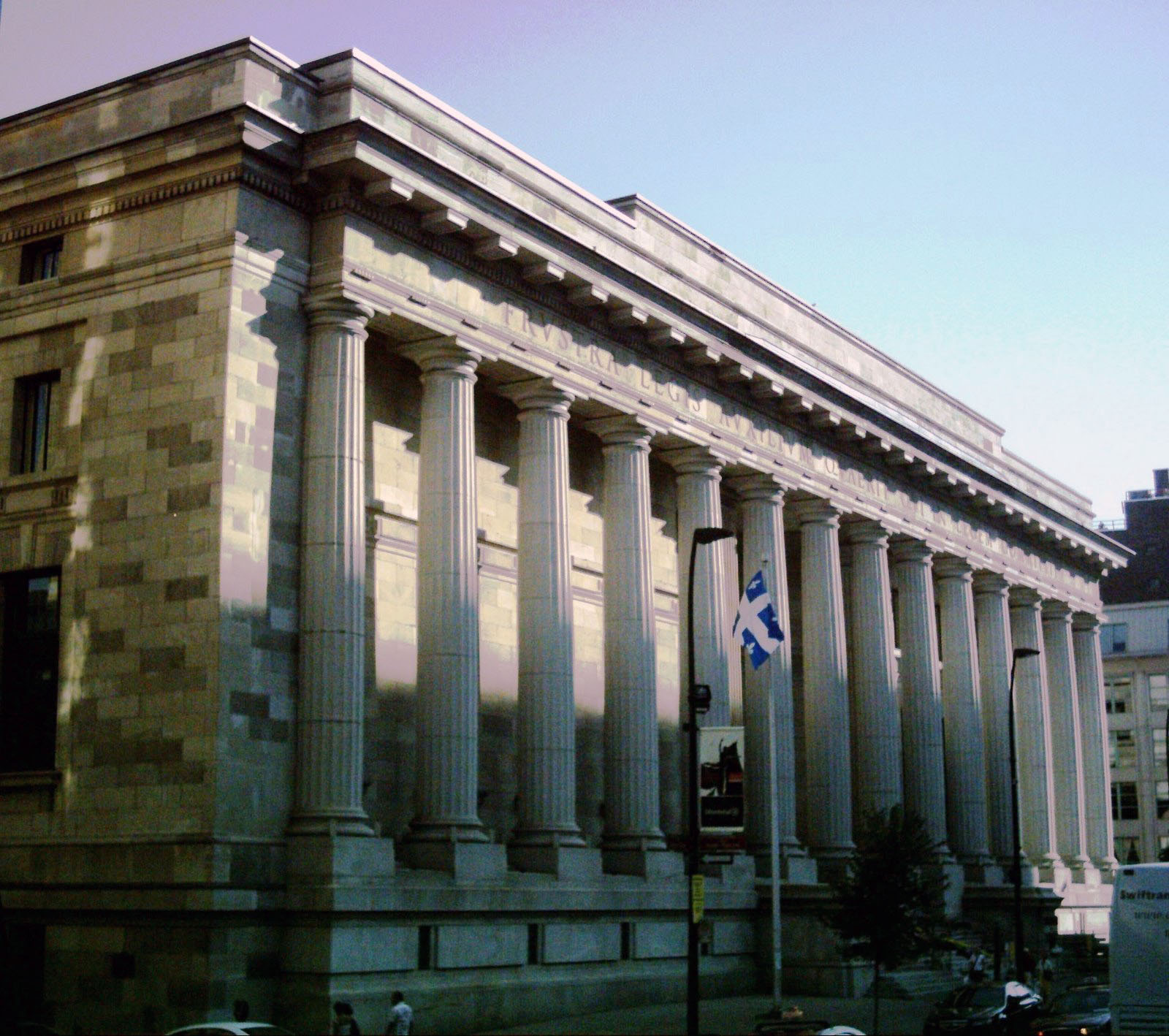
Edificiu Ernest Cormier, 100 rue Notre-Dame Est, Montréal, ridicată în 1925